# Cypriotisk mus
Cypriotisk mus (Mus cypriacus) är en gnagare i mussläktet, endemisk för Cypern. Den har stora öron och ögon, i övrigt som en liten grå mus. Även angående djurets DNA finns skillnader mot andra möss.
När arten beskrevs 2006 var det en överraskning till vetenskapsvärlden. Upptäckten offentliggjordas av den franska zoologen Thomas Cucchi i tidningen Zootaxa. Innan var en art av fladdermöss som lever i Grekland och Ungern och som upptäcktes 2001 det senaste upptäckta däggdjuret i Europa.
Med jämförelse av olika ben påvisade Cucchi att cypriotisk mus lever sedan 9000 år på ön. Den var alltså redan på plats när människan cirka tusen år senare under neolitikum kom till Cypern. Som enda endemiska gnagare på ön överlevde arten ankomsten av människan och av införda däggdjur. Musen kan enligt Cucchi kallas ett "levande fossil".
Arten når en kroppslängd (huvud och bål) av 7,0 till 9,5 cm, en svanslängd av 6,3 till 9,2 cm och en vikt av 11,5 till 24 g. Bakfötterna är 1,5 till 1,9 cm långa och öronen är 1,4 till 1,7 cm stora. Ovansidan är täckt av brunaktig päls och på undersidan förekommer krämfärgad päls med inslag av grått. Även svansen är uppdelad i en mörk ovansida och en vit undersida. Den diploida kromosomuppsättningen har 40 kromosomer (2n = 40).
Musen vistas främst i västra delen av ön i Troodosbergen och där främst i vinodlingar. Utbredningsområdet ligger huvudsakligen 300 till 900 meter över havet. Förutom vinodlingar finns där en mosaik av gräsmarker, buskskogar och trädgrupper. I lägre regioner delar arten reviret med husmusen.
Åtgärder mot gnagare i närheten av människans samhällen kan även döda denna art. Annars är inga hot för beståndet kända. IUCN listar Mus cypriacus som livskraftig (LC).